# Zhu Chen
Zhu Chen (諸宸) (Wenzhou, Zhejiang, 16 de marzo de 1976) es una ajedrecista china y una Gran Maestro Femenino.
En la lista de enero de 2008 de la FIDE tenía 2548 puntos de ELO, ocupando la 4ª posición en la lista femenina.
Fue en 1992, 1994 y 1996 , ganadora del Campeonato de China de ajedrez.
A los 25 años venció a la rusa Alexandra Kosteniuk en el campeonato mundial de ajedrez femenino.
En 1988 Zhu se convirtió en la primera china que ganaba una competición internacional de ajedrez, haciéndose con el 12 Campeonato Mundial Femenino en Rumanía.
Ganó el Campeonato Mundial Juvenil Femenino en 1994 y 1996.
Está casada con Mohammed Al-Modiahki, y ahora representa a Catar.